# Mandunyane
Mandunyane é uma vila localizada no Distrito Central em Botswana. Possuía, em 2011, uma população estimada de 3 589 habitantes.